# Fabien Sanchez
Fabien Sanchez (Hyères, 30 marzo 1983) è un ex pistard e ciclista su strada francese.

## Palmarès

### Pista
- 2001

Campionati del mondo, Inseguimento a squadre Junior (con Sébastien Gréau, Aurélien Mingot e Kevin Gouellain)
- 2004

2ª prova Coppa del mondo 2004, Inseguimento a squadre (Aguascalientes, con Anthony Langella, Fabien Merciris e Franck Perque)
Campionati francesi, Inseguimento individuale
- 2005

Campionati francesi, Inseguimento a squadre (con Matthieu Ladagnous, Anthony Langella e Mickaël Malle)
- 2007

Campionati francesi, Inseguimento individuale
- 2008

Campionati francesi, Corsa a punti

### Strada

#### Altri successi
- 2010 (AVC Aix-en-Provence)

Circuit des Quatre Cantons

## Piazzamenti

### Classiche monumento
- Giro delle Fiandre

2004: ritirato

### Competizioni mondiali
- Campionati del mondo su pista

Trexlertown 2001 - Inseguimento a squadre Junior: vincitore
Trexlertown 2001 - Inseguimento individuale Junior: 4º
Copenaghen 2002 - Inseguimento a squadre: 5º
Stoccarda 2003 - Inseguimento a squadre: 3º
Melbourne 2004 - Inseguimento individuale: 8º
Melbourne 2004 - Inseguimento a squadre: 10º
Los Angeles 2005 - Inseguimento individuale: 7º
Los Angeles 2005 - Inseguimento a squadre: 7º
Bordeaux 2006 - Inseguimento individuale: 4º
Bordeaux 2006 - Inseguimento a squadre: 9º
Palma di Maiorca 2007 - Inseguimento individuale: 10º
Palma di Maiorca 2007 - Inseguimento a squadre: 11º
Manchester 2008 - Inseguimento a squadre: 6º
- Campionati del mondo su strada

Lisbona 2001 - Cronometro Junior: 12º
- Giochi olimpici

Atene 2004 - Inseguimento individuale: 6º
Atene 2004 - Inseguimento a squadre: 7º
Pechino 2008 - Inseguimento individuale: 15º